# Provinz Rovigo
Die Provinz Rovigo (italienisch Provincia di Rovigo) ist eine italienische Provinz in der Region Venetien mit 227.448 Einwohnern (Stand 31. Dezember 2023). Die Hauptstadt ist Rovigo.

## Geographie
Die Provinz Rovigo ist etwa 1790 km² groß und zählt 50 Gemeinden. Sie grenzt im Norden an die Provinzen Metropolitanstadt Venedig sowie an die Provinzen Verona und Padua, im Westen an die Region Lombardei, im Süden an die Region Emilia-Romagna und im Osten an das Adriatische Meer. Ihre geographische Ausdehnung entspricht weitgehend der Landschaft Polesine. Die nördliche Grenze bildet die Etsch, die südliche der Po. Zwischen beiden Flüssen liegen zahlreiche Entwässerungskanäle.
Auf dem Gebiet der Provinz, die sehr eben ist, befinden sich das gesamte Po-Delta und die Stadt Adria, die dem Adriatischen Meer seinen Namen gegeben haben soll. Der Landbau liefert u. a. Weizen, Mais, Reis, Zuckerrüben, Wein sowie Obst und Gemüse. Die ständige Hochwasser- und Überflutungsgefahr führte vor allem während der 1950er und 1960er Jahre zu einer starken Abwanderung der lokalen Bevölkerung, was die wirtschaftliche Entwicklung der Region beeinträchtigte. Es gibt metallverarbeitende, Textil- und lebensmittelverarbeitende Industrie; zu Letzterer gehören Zuckerraffinerien. In den Küstenstädten besteht ein bedeutender Tourismus. Das Klima ist kontinental-mild mit hoher Luftfeuchtigkeit und weist schwüle Sommer und neblige Winter auf; Niederschlag fällt meist im Frühling und Herbst.

## Geschichtliches
Das Territorium der Provinz Rovigo wurde zuerst von den antiken Griechen besiedelt, die im 12. bis 11. Jahrhundert v. Chr. die Kolonie Adria gründeten. Während des 6. und 5. Jahrhunderts v. Chr. bewohnten Etrusker und Veneter die Gegend, denen die Römer folgten. Im Mittelalter wurde die Region vom Haus Este als Teil des Herzogtums Ferrara regiert, war aber keine eigene Verwaltungseinheit des Herzogtums. Die Este verpfändeten das Gebiet 1394 an die Republik Venedig, die es zwar wieder zurückgab, aber während des Kriegs von Ferrara 1483 eroberte und im Frieden von 1484 behielt. Die Venezianer bezeichneten das Gebiet als territorio, und seine Hauptstadt war Rovigo. Damit war die Region erstmals eine Verwaltungseinheit, die als Anfangspunkt der Provinz Rovigo betrachtet werden kann, wenn sie auch kleiner als die heutige Provinz war. Nach dem Wiener Kongress (1815) wurde ihre Südgrenze bis an den Po ausgedehnt und sie gehörte nun zum Königreich Lombardo-Venetien. 1851 kam schließlich auch das bis dahin zur Provinz Venedig gehörige Po-Delta zur Provinz Rovigo, die damit ihre heutige Ausdehnung erhielt. 1866 fiel sie an das Königreich Italien.

## Größte Gemeinden
(Stand: 31. Dezember 2023)
| Gemeinde       | Einwohner |
| -------------- | --------- |
| Rovigo         | 50.090    |
| Adria          | 18.556    |
| Porto Viro     | 13.755    |
| Occhiobello    | 12.064    |
| Lendinara      | 11.470    |
| Badia Polesine | 10.225    |
| Porto Tolle    | 8880      |
| Taglio di Po   | 7874      |
| Rosolina       | 6175      |
| Villadose      | 4661      |